# Радио Романтика
Радио Романтика (кор. 라디오 로맨스, Radio Romaenseu) — южнокорейский телесериал 2018 года, в главных ролях Юн Дуджун, Ким Со Хён, Юн Пак и Ким Юра. Выход в эфир с 29 января по 20 марта 2018 года, на канале KBS2.

## Сюжет
С самого детства Сон Гы-Рим любила радио, которое часто слушала вместе с матерью, потерявшей зрение после операции. Повзрослев, Сон Гы-Рим получает работу на радиостанции. Правда, ей досталась скромная должность ассистентки, но Сон Гы-Рим не оставляет надежды занять место главного редактора. Ее писательские навыки оставляют желать лучшего, зато она показывает себя блестящим менеджером и делает почти невозможное – приглашает на свою передачу звездного актера Джи Су-Хо. Работая вместе, Сон Гы-Рим и Джи Су-Хо помогают друг другу преуспеть на радио. Их отношения недолго остаются чисто деловыми...

## В ролях

### Основные
- Юн Дуджун — Чжи Су Хо, известный актёр, который привык действовать по сценарию. Он заканчивает тем, что стал ди-джеем для радио-передачи, где ничто не идет согласно плану.
  - Нам Да Рым — юный Джи Су Хо[1]
- Ким Со Хён — Сон Гы Рим, автор радио передачи Су Хо с пятилетним опытом работы в качестве помощницы сценариста. Ей не хватает навыков письменности, но она обладает отличными навыками планирования.
  - Ли Рэ — юная Сон Гы Рим[2][3]
- Юн Пак — Компетентный режиссер-постановщик радиостанции. Из-за его перфекционизма каждая программа, над которой он работает, достигла № 1 среди слушателей.
- Юра — Чжин Тхэ Ри, актриса, которая потеряла положение из-за аварии в состоянии алкогольного опьянения, произошедшей три года назад[4]

### Второстепенные

#### Родственники Су Хо и Гы Рим
- Ха Чжун — Ким Чжун Ву, давний менеджер Су Хо, который наблюдает за каждым шагом актёра.[5]
- Квак Дон Ён — Джейсон, одноклассник и психиатр, а также личный врач Су Хо
- Сон Хён Кюн — Нам Чжу Ха, законная мать Су Хо, и владелец компании JH Entertainment.
- Ким Бён Се — Чжи Юн Со, отец Су Хо, а также известный актёр
- Со Е Соль, Чжун Да Соль, популярная актриса, которая встречается с отцом Су Хо.
- Ким Ё Рён — Чжо А Ран, мать Гы Рим, слепа с 39 лет из-за операции.

## Саундтрек

### Часть 1
| №                   | Название                       | Текст песни                      | Музыка                           | Исполнитель         | Длительность |
| ------------------- | ------------------------------ | -------------------------------- | -------------------------------- | ------------------- | ------------ |
| 1.                  | «Radio Romance»                | Park Geun-chul Runy Jung Soo-min | Park Geun-chul Runy Jung Soo-min | NCT U               | 3:39         |
| 2.                  | «Radio Romance» (Instrumental) |                                  | Park Geun-chul Runy Jung Soo-min |                     | 3:39         |
| Общая длительность: | Общая длительность:            | Общая длительность:              | Общая длительность:              | Общая длительность: | 7:18         |

### Часть 2
| №                   | Название                                                | Текст песни         | Музыка              | Artist              | Длительность |
| ------------------- | ------------------------------------------------------- | ------------------- | ------------------- | ------------------- | ------------ |
| 1.                  | «The Covered Up Road (Sound Track Ver.)» (가리워진 길)  | Yoo Jae-ha          | Yoo Jae-ha          | Nakjoon             | 3:21         |
| 2.                  | «The Covered Up Road» (Special Live Ver)                | Yoo Jae-ha          | Yoo Jae-ha          | Nakjoon             | 3:23         |
| 3.                  | «The Covered Up Road (Sound Track Ver.)» (Instrumental) |                     | Yoo Jae-ha          |                     | 3:21         |
| 4.                  | «The Covered Up Road (Special Live Ver.) (Inst.)»       |                     | Yoo Jae-ha          |                     | 3:23         |
| Общая длительность: | Общая длительность:                                     | Общая длительность: | Общая длительность: | Общая длительность: | 13:28        |

### Часть 3
| №                   | Название                     | Текст песни         | Музыка              | Исполнитель         | Длительность |
| ------------------- | ---------------------------- | ------------------- | ------------------- | ------------------- | ------------ |
| 1.                  | «Bygone Days» (지난 날)      | Yoo Jae-ha          | Yoo Jae-ha          | Migyo               | 5:19         |
| 2.                  | «Bygone Days» (Instrumental) |                     | Yoo Jae-ha          |                     | 5:19         |
| Общая длительность: | Общая длительность:          | Общая длительность: | Общая длительность: | Общая длительность: | 10:38        |

### Часть 4
| №                   | Название                           | Текст песни         | Музыка              | Исполнитель         | Длительность |
| ------------------- | ---------------------------------- | ------------------- | ------------------- | ------------------- | ------------ |
| 1.                  | «Another Sadness» (또 하나의 슬픔) | Lee Hyun-do         | Lee Hyun-do         | J_ust               | 4:01         |
| 2.                  | «Another Sadness (Inst.)»          |                     | Lee Hyun-do         |                     | 4:01         |
| Общая длительность: | Общая длительность:                | Общая длительность: | Общая длительность: | Общая длительность: | 8:02         |

### Часть 5
| №                   | Название               | Текст песни                         | Музыка                              | Исполнитель         | Длительность |
| ------------------- | ---------------------- | ----------------------------------- | ----------------------------------- | ------------------- | ------------ |
| 1.                  | «Story»                | KamDongis Seo Jae-ha Kim Young-sung | KamDongis Seo Jae-ha Kim Young-sung | Ли Со Хён           | 3:44         |
| 2.                  | «Story» (Инструментал) |                                     | KamDongis Seo Jae-ha Kim Young-sung |                     | 3:44         |
| Общая длительность: | Общая длительность:    | Общая длительность:                 | Общая длительность:                 | Общая длительность: | 7:28         |

### Часть 6
| №                   | Название                     | Текст песни                       | Музыка                       | Artist              | Длительность |
| ------------------- | ---------------------------- | --------------------------------- | ---------------------------- | ------------------- | ------------ |
| 1.                  | «On The Road» (길에서)       | RUNY Park Geun-cheol Jung Soo-min | Park Geun-cheol Jung Soo-min | Haebin (Gugudan)    | 3:59         |
| 2.                  | «On The Road» (Instrumental) |                                   | Park Geun-cheol Jung Soo-min |                     | 3:59         |
| Общая длительность: | Общая длительность:          | Общая длительность:               | Общая длительность:          | Общая длительность: | 7:58         |

| №   | Название             | Исполнители     | Длительность |
| --- | -------------------- | --------------- | ------------ |
| 1.  | «Your Radio»         | Various Artists | 2:46         |
| 2.  | «Bang Bang»          | Various Artists | 1:21         |
| 3.  | «Cycling»            | Various Artists | 2:50         |
| 4.  | «Happiness»          | Various Artists | 2:32         |
| 5.  | «Lovely string»      | Various Artists | 5:02         |
| 6.  | «My Home»            | Various Artists | 2:48         |
| 7.  | «Starlight»          | Various Artists | 3:27         |
| 8.  | «Someone»            | Various Artists | 4:04         |
| 9.  | «Shake it, Shake it» | Various Artists | 2:23         |
| 10. | «Our Shining days»   | Various Artists | 2:43         |
| 11. | «Start up»           | Various Artists | 4:08         |
| 12. | «Ssdam Ssdam»        | Various Artists | 2:21         |

## Рейтинги
| Эпизод # | Дата трансляции | Средняя доля аудитории | Средняя доля аудитории | Средняя доля аудитории | Средняя доля аудитории | Средняя доля аудитории |
| Эпизод # | Дата трансляции | TNmS                   | TNmS                   | AGB Nielsen            | AGB Nielsen            |                        |
| Эпизод # | Дата трансляции | Вся страна             | Сеул                   | Вся страна             | Сеул                   |                        |
| -------- | --------------- | ---------------------- | ---------------------- | ---------------------- | ---------------------- | ---------------------- |
| 1        | 29 января 2018  | 6.2 % (NR)             | 6.3 % (NR)             | 5.5 % (NR)             | 5.6 % (NR)             |                        |
| 2        | 30 января 2018  | 5.2 % (NR)             | 5.4 % (NR)             | 5.8% (NR)              | 6.0% (NR)              |                        |
| 3        | 5 февраля 2018  | 6.2 % (NR)             | 6.4 % (NR)             | 5.2 % (NR)             | 5.3 % (NR)             |                        |
| 4        | 6 февраля 2018  | 5.5 % (NR)             | 5.8 % (NR)             | 5.6 % (NR)             | 5.9 % (NR)             |                        |
| 5        | 13 февраля 2018 | 6.5% (17th)            | 6.6% (NR)              | 5.1 % (20th)           | 5.0 % (20th)           |                        |
| 6        | 13 февраля 2018 | 5.5 % (NR)             | 6.2 % (NR)             | 4.2 % (NR)             | 4.9 % (NR)             |                        |
| 7        | 20 февраля 2018 | 4.8 % (NR)             | 5.3 % (NR)             | 3.9 % (NR)             | 4.4 % (NR)             |                        |
| 8        | 20 февраля 2018 | 4.6 % (NR)             | 5.2 % (NR)             | 3.4 % (NR)             | 4.1 % (NR)             |                        |
| 9        | 26 февраля 2018 | 5.1 % (NR)             | 6.0 % (NR)             | 3.7 % (NR)             | 4.6 % (NR)             |                        |
| 10       | 27 февраля 2018 | 4.7 % (NR)             | 5.6 % (NR)             | 3.4 % (NR)             | 4.3 % (NR)             |                        |
| 11       | 5 марта 2018    | 4.4 % (NR)             | 5.2 % (NR)             | 4.0 % (NR)             | 4.8 % (NR)             |                        |
| 12       | 6 марта 2018    | 4.6 % (NR)             | 5.0 % (NR)             | 3.5 % (NR)             | 3.9 % (NR)             |                        |
| 13       | 12 марта 2018   | 4.1% (NR)              | 4.5 % (NR)             | 2.9 % (NR)             | 3.3 % (NR)             |                        |
| 14       | 13 марта 2018   | 4.1% (NR)              | 4.4 % (NR)             | 2.9 % (NR)             | 3.2 % (NR)             |                        |
| 15       | 19 марта 2018   | 4.1% (NR)              | 4.2% (NR)              | 2.6% (NR)              | 2.7% (NR)              |                        |
| 16       | 20 марта 2018   | 4.2 % (NR)             | 4.6 % (NR)             | 3.1 % (NR)             | 3.4 % (NR)             |                        |
| Average  | Average         | 5.0%                   | 5.4%                   | 4.1%                   | 4.5%                   |                        |